# NGC 6581
NGC 6581 = IC 1280 ist eine helle kompakte elliptische Galaxie vom Hubble-Typ C im Sternbild Herkules am Nordsternhimmel. Sie ist schätzungsweise 207 Millionen Lichtjahre von der Milchstraße entfernt und hat einen Durchmesser von etwa 25.000 Lichtjahren.
Im selben Himmelsareal befindet sich u. a. die Galaxie IC 4697.
Das Objekt wurde am 1. Juli 1870 von Édouard Stephan entdeckt. Auf Grund eines Fehlers in Stephans Positionsangabe führte die Beobachtung von Guillaume Bigourdan am 1. Juli 1886 unter IC 1280 zu einem Eintrag im Index-Katalog.